# Albert Ohlmeyer
Albert Ohlmeyer OSB (* 31. Oktober 1905 in Münster als Heribert Theodor Ohlmeyer; † 5. Dezember 1998) war ein deutscher Benediktiner und Abt der Abtei Neuburg bei Heidelberg.

## Leben
Heribert Ohlmeyer, ältester von zwei Söhnen des Postbeamten Heinrich Ohlmeyer und seiner Ehefrau Anna geb. Golze, absolvierte 1924 sein Abitur am katholischen Gymnasium Paulinum in Münster, dem ältesten Gymnasium Nordrhein-Westfalens und eine der ältesten Schulen im deutschen Sprachraum. Sein Bruder Paul Ohlmeyer (1908–1977) war Professor für Physiologische Chemie an der Universität Tübingen und Direktor des Leibniz-Kollegs.
1924 begann zunächst ein Studium der Katholischen Theologie an der Westfälischen Wilhelms-Universität Münster, trat aber kurz darauf der Ordensgemeinschaft der Benediktiner in der Abtei Gerleve bei. Er nahm den Ordensnamen Albert an und legte 27. Dezember 1925 Profess ab. Er studierte Philosophie an der Philosophischen Schule in Gerleve und Theologie am Päpstlichen Athenaeum Sant’Anselmo in Rom. Am 25. Juli 1930 empfing er durch Bischof Johannes Poggenburg in der Abtei Gerleve die Priesterweihe. Am 19. Februar 1932 wurde er zum Dr. theol. promoviert. Er war Cellerar des Klosters, ab 1938 Subprior.
1941 wurde die Ordensgemeinschaft im Rahmen des „Klostersturms“ von den Nationalsozialisten bei Aufenthaltsverbot in den Provinzen Rheinland und Westfalen aus der Abtei vertrieben. Er war Pfarrvikar in Oesede und bis Kriegsende auf Gut Waldhof bei Voxtrup bei Osnabrück. Im März/April 1942 geriet er kurzzeitig bei der Gestapo in Haft. Erst 1948 konnte er nach Gerleve zurückkommen und übernahm wieder das Amt des Cellerars. Ohlmeyer wurde am 29. Dezember 1948 von Abt Pius Buddenborg zum Prior der Abtei ernannt. Kurz darauf erfolgte die Konventswahl zum Abt der Benediktinerabtei Neuburg in Heidelberg in Nachfolge von Adalbert von Neipperg. Die Abtsbenediktion durch Bischof Wendelin Rauch erfolgte am 15. Januar 1949. Er widmete sich insbesondere der Modernisierung und Erweiterung der Abteigebäude. Zeitweise hatte er das Amt des kommissarischen Abtpräses inne und engagierte sich als Exerzitienmeister und Prediger, unter anderem im Rundfunk. Am 1. Januar 1977 trat er vom Amt zurück.
1965 wurde er wegen seines Engagements für das letzte noch bestehende Tochterkloster Neuburg der Reichsabtei Lorsch zum Ehrenbürger von Lorsch ernannt. 1989 erhielt er den Friedrich-Behn-Preis für Verdienste um die historische Erforschung des Klosters Lorsch. Albert Ohlmeyer war Ehrenmitglied der katholischen Studentenverbindung WKStV Unitas Ruperto Carola Heidelberg im UV.
1956 wurde er von Kardinal-Großmeister Nicola Kardinal Canali zum Ritter des Ritterordens vom Heiligen Grab zu Jerusalem ernannt und am 29. April 1956 durch Franz zu Salm-Reifferscheidt-Dyck, Statthalter der deutschen Statthalterei, in der Neuburger Abteikirche in den Päpstlichen Laienorden investiert. Albert Ohlmeyer war Großoffizier des Ordens und über dreißig Jahre Prior der Südwestdeutschen Provinz.

## Schriften
- Die Erschaffung der Welt, Bibelwerkbriefe 1937
- Der erste Mensch als Gottes Abbild, Bibelwerkbriefe 1937
- Der erste Mensch als Gottes Abbild, Schöningh, Paderborn 1937
- Noe und die Sündflut, Bibelwerkbriefe 1937
- Heilige Brautfahrt, Bibelwerkbriefe 1938
- Christus König Gottessohn (Ps.2), Bibelwerkbriefe 1938
- Die Geburt unseres Herren Jesus Christus, Badenia Verlag, Karlsruhe 1950
- Sieben begnadete Sorgen – Das Vaterunser als Wort in den Tag, Herder, Freiburg 1957
- Moses im Glanze des Erlösers, Herder, Freiburg 1957
- Erlebte Bibel : Tagebuch eines Jerusalempilgers, Verlag Fredebeul & Koenen, Essen 1962
- Elias – Fürst der Propheten, Herder, Freiburg 1962
- Reichtum der Psalmen (Band 2). Erschlossen von Heiligen aller christl. Zeiten, Knecht, Frankfurt am Main 1965
- Kraft in der Schwachheit – Gregor der Grosse, Benziger Verlag, Zürich 1982
- Reihe Klassiker der Meditation Kraft in der Schwachheit. Meditationen, Benziger Verlag, Zürich 1982
- mit Gundolf Keil: Lorscher Arzneibuch. In: Verfasserlexikon. 2. Auflage. Band 11, 2004, Sp. 926–930.
- mit Gundolf Keil (Hrsg.): Das Lorscher Arzneibuch. (Handschrift Msc. Med. 1 der Staatsbibliothek Bamberg); Band 2: Übersetzung von Ulrich Stoll und Gundolf Keil unter Mitwirkung von Altabt Albert Ohlmeyer. Wissenschaftliche Verlagsgesellschaft, Stuttgart 1989
- Gefügt von der Hand des Herrn – Folge 1: die voräbtliche Zeit 1905–1949 – Die Gedenkblätter meines Lebens, Badenia Verlag, Karlsruhe 1990
- Diener am Wachstum von Christi Reich. Abt Albert Ohlmeyer. Gedenkblätter meines Lebens. 2. Folge. Aus der äbtlichen Zeit die Jahre 1949–1990, Badenia Verlag, Karlsruhe 1991, ISBN 3-7617-0286-8.